# Andalucia Tennis Experience
Az Andalucia Tennis Experience egy nők számára rendezett korábbi tenisztorna volt Marbellán, Spanyolországban. A mérkőzéseket szabadtéren, salakon játszották. A torna International kategóriájú, utolsó összedíjazása 220 000 dollár volt.
A torna igazgatója Conchita Martínez, a korábbi kiváló teniszezőnő volt. Az első versenyt 2009-ben rendezték, akkor Jelena Janković győzött. Az utolsó versenyt a fehérorosz Viktorija Azaranka nyerte meg.

## Győztesek

### Egyéni
| Év   | Győztes            | Ellenfél a döntőben  | Eredmény a döntőben |
| ---- | ------------------ | -------------------- | ------------------- |
| 2009 | Jelena Janković    | Carla Suárez Navarro | 6–3, 3–6, 6–3       |
| 2010 | Flavia Pennetta    | Carla Suárez Navarro | 6–2, 4–6, 6–3       |
| 2011 | Viktorija Azaranka | Irina-Camelia Begu   | 6–3, 6–2            |

### Páros
| Év   | Bajnokok                                      | Ellenfelek a döntőben                          | Eredmény a döntőben |
| ---- | --------------------------------------------- | ---------------------------------------------- | ------------------- |
| 2009 | Klaudia Jans Alicja Rosolska                  | Anabel Medina Garrigues Virginia Ruano Pascual | 6–3, 6–3            |
| 2010 | Sara Errani Roberta Vinci                     | Jaroszlava Svedova Marija Kondratyjeva         | 6–4, 6–2            |
| 2011 | Nuria Llagostera Vives Arantxa Parra Santonja | Sara Errani Roberta Vinci                      | 3–6, 6–4, [10–5]    |